# Shiiba
Shiiba (jap. 椎葉村 Shiiba-son) – wieś w Japonii, w prefekturze Miyazaki. Według danych na rok 2020 miejscowość zamieszkiwało 2 503 mieszkańców, a gęstość zaludnienia wyniosła 4,7 os./km².